# D.I.C.E. Awards
D.I.C.E. Awards (ранее — Interactive Achievement Awards, с англ. — «Награда за интерактивные достижения») — ежегодная награда в области игровой индустрии, основанная в 1998 году и часто называемая «Оскаром компьютерных игр». Награда учреждена Академией интерактивных искусств и наук (AIAS) и проводится в рамках ежегодной конференции D.I.C.E Summit в Лас-Вегасе.
Аббревиатура D.I.C.E. является бэкронимом от «Design Innovate Communicate Entertain» (с англ. — «разрабатывайте, изобретайте, общайтесь, развлекайтесь»).

## Формат
Номинанты на премию отбираются экспертной комиссией, состоящей из более 100 профессионалов из разных сфер игровой индустрии, включая разработчиков, программистов, художников и издателей. Комиссия собирается академией каждый год, её состав публикуется на сайте. Затем за номинантов голосуют члены AIAS (около 22 000 человек) через систему анонимного голосования; победители объявляются во время D.I.C.E. Summit в Лас-Вегасе (как правило, в феврале).

## Церемонии
| №    | Год  | Игра года                               | Экшен года                                        | Приключенческая игра года                      | Семейная игра года                    | Файтинг года                        | Гоночная игра года            | Ролевая игра года                              | Спортивная игра года                        | Стратегия/ симулятор года                       | Мобильная игра года                   |
| ---- | ---- | --------------------------------------- | ------------------------------------------------- | ---------------------------------------------- | ------------------------------------- | ----------------------------------- | ----------------------------- | ---------------------------------------------- | ------------------------------------------- | ----------------------------------------------- | ------------------------------------- |
| 1-я  | 1998 | GoldenEye 007                           | GoldenEye 007 (консоль)                           | Final Fantasy VII (консоль)                    | LEGO Island                           | WCW vs. nWo: World Tour             | Diddy Kong Racing             | Final Fantasy VII (консоль)                    | International Superstar Soccer 64 (консоль) | Age of Empires (стратегия)                      | Не вручалась                          |
| 1-я  | 1998 | GoldenEye 007                           | Quake II (ПК)                                     | Blade Runner (ПК)                              | LEGO Island                           | WCW vs. nWo: World Tour             | Diddy Kong Racing             | Dungeon Keeper (ПК)                            | FIFA 98: Road to World Cup' (ПК)            | Microsoft Flight Simulator 98 (симулятор)       | Не вручалась                          |
| 2-я  | 1999 | The Legend of Zelda: Ocarina of Time    | Banjo-Kazooie (консоль)                           | The Legend of Zelda: Ocarina of Time (консоль) | National Geographic Maps              | WCW/nWo Revenge                     | Gran Turismo                  | The Legend of Zelda: Ocarina of Time (консоль) | 1080° Snowboarding (консоль)                | Sid Meier’s Alpha Centauri (стратегия)          | Не вручалась                          |
| 2-я  | 1999 | The Legend of Zelda: Ocarina of Time    | Half-Life (ПК)                                    | Grim Fandango (ПК)                             | National Geographic Maps              | WCW/nWo Revenge                     | Gran Turismo                  | Baldur’s Gate (ПК)                             | FIFA 99 (ПК)                                | Need for Speed III: Hot Pursuit (симулятор)     | Не вручалась                          |
| 3-я  | 2000 | The Sims                                | Crazy Taxi (консоль)                              | Final Fantasy VIII (консоль)                   | Pokémon Snap (консоль)                | Soulcalibur                         | Star Wars Episode I: Racer    | Final Fantasy VIII (консоль)                   | Knockout Kings 2000 (консоль)               | Age of Empires II: The Age of Kings (стратегия) | Не вручалась                          |
| 3-я  | 2000 | The Sims                                | Half-Life: Opposing Force (ПК)                    | Asheron’s Call (ПК)                            | 3D Ultra Lionel Traintown (ПК)        | Soulcalibur                         | Star Wars Episode I: Racer    | Asheron’s Call (ПК)                            | FIFA 2000 (ПК)                              | Microsoft Flight Simulator 2000 (ПК)            | Не вручалась                          |
| 4-я  | 2001 | Diablo II                               | The Legend of Zelda: Majora’s Mask (консоль)      | The Legend of Zelda: Majora’s Mask (консоль)   | Mario Tennis (консоль)                | Dead or Alive 2                     | SSX                           | Final Fantasy IX (консоль)                     | SSX (консоль)                               | Age of Empires II: The Conquerors (консоль)     | Не вручалась                          |
| 4-я  | 2001 | Diablo II                               | Deus Ex (ПК)                                      | Deus Ex (ПК)                                   | Return of the Incredible Machine (ПК) | Dead or Alive 2                     | SSX                           | Diablo II (ПК)                                 | FIFA 2001 (ПК)                              | MechWarrior 4: Vengeance (ПК)                   | Не вручалась                          |
| 5-я  | 2002 | Halo: Combat Evolved                    | Halo: Combat Evolved (консоль)                    | Halo: Combat Evolved (консоль)                 | Mario Party 3 (консоль)               | Dead or Alive 3                     | Gran Turismo 3: A-Spec        | Baldur’s Gate: Dark Alliance (консоль)         | Tony Hawk’s Pro Skater 3 (консоль)          | Sid Meier’s Civilization III (стратегия)        | Не вручалась                          |
| 5-я  | 2002 | Halo: Combat Evolved                    | Return to Castle Wolfenstein (ПК)                 | Return to Castle Wolfenstein (ПК)              | Backyard Basketball (ПК)              | Dead or Alive 3                     | Gran Turismo 3: A-Spec        | Baldur’s Gate II: Throne of Bhaal (ПК)         | FIFA Football 2002 (ПК)                     | Microsoft Flight Simulator 2002 (симулятор)     | Не вручалась                          |
| 6-я  | 2003 | Battlefield 1942                        | Grand Theft Auto: Vice City                       | Grand Theft Auto: Vice City                    | Mario Party 4                         | Tekken 4                            | Need for Speed: Hot Pursuit 2 | Animal Crossing (консоль)                      | Madden NFL 2003                             | Warcraft III: Reign of Chaos (стратегия)        | Не вручалась                          |
| 6-я  | 2003 | Battlefield 1942                        | Grand Theft Auto: Vice City                       | Grand Theft Auto: Vice City                    | Mario Party 4                         | Tekken 4                            | Need for Speed: Hot Pursuit 2 | Neverwinter Nights (ПК)                        | Madden NFL 2003                             | The Sims: Unleashed (симулятор)                 | Не вручалась                          |
| 7-я  | 2004 | Call of Duty                            | Crimson Skies: High Road to Revenge (консоль)     | Crimson Skies: High Road to Revenge (консоль)  | EyeToy (консоль)                      | Soulcalibur II                      | Need for Speed: Underground   | Star Wars: Knights of the Old Republic         | Madden NFL 2004                             | Command & Conquer: Generals (стратегия)         | Не вручалась                          |
| 7-я  | 2004 | Call of Duty                            | Prince of Persia: The Sands of Time (ПК)          | Prince of Persia: The Sands of Time (ПК)       | Zoo Tycoon: Complete Collection (ПК)  | Soulcalibur II                      | Need for Speed: Underground   | Star Wars: Knights of the Old Republic         | Madden NFL 2004                             | The Sims: Superstar (симулятор)                 | Не вручалась                          |
| 8-я  | 2005 | Half-Life 2                             | Grand Theft Auto: San Andreas (консоль)           | Grand Theft Auto: San Andreas (консоль)        | Zoo Tycoon 2: Endangered Species      | Mortal Kombat: Deception            | Burnout 3: Takedown           | Paper Mario: The Thousand-Year Door (консоль)  | Tiger Woods PGA Tour 2005                   | Rome: Total War (стратегия)                     | Не вручалась                          |
| 8-я  | 2005 | Half-Life 2                             | Tom Clancy’s Splinter Cell: Pandora Tomorrow (ПК) | Neverwinter Nights: Kingmaker (ПК)             | Zoo Tycoon 2: Endangered Species      | Mortal Kombat: Deception            | Burnout 3: Takedown           | The Sims 2 (симулятор)                         | Tiger Woods PGA Tour 2005                   | Не вручалась                                    |                                       |
| 9-я  | 2006 | God of War                              | God of War                                        | God of War                                     | Guitar Hero                           | Soulcalibur III                     | Need for Speed: Most Wanted   | Jade Empire                                    | SSX On Tour                                 | Sid Meier’s Civilization IV (стратегия)         | Ancient Empires II                    |
| 9-я  | 2006 | God of War                              | God of War                                        | God of War                                     | Guitar Hero                           | Soulcalibur III                     | Need for Speed: Most Wanted   | Jade Empire                                    | SSX On Tour                                 | The Movies (симулятор)                          | Ancient Empires II                    |
| 10-я | 2007 | Gears of War                            | Gears of War                                      | Gears of War                                   | Guitar Hero II                        | Fight Night Round 3                 | Burnout Revenge               | The Elder Scrolls IV: Oblivion                 | Tony Hawk’s Project 8                       | Company of Heroes (стратегия)                   | Orcs & Elves                          |
| 10-я | 2007 | Gears of War                            | Gears of War                                      | Gears of War                                   | Guitar Hero II                        | Fight Night Round 3                 | Burnout Revenge               | The Elder Scrolls IV: Oblivion                 | Tony Hawk’s Project 8                       | Microsoft Flight Simulator X (симулятор)        | Orcs & Elves                          |
| 11-я | 2008 | Call of Duty 4: Modern Warfare          | Call of Duty 4: Modern Warfare                    | Super Mario Galaxy                             | Rock Band                             | Не вручалась                        | MotorStorm                    | Mass Effect                                    | Skate                                       | Command & Conquer 3: Tiberium Wars              | Skate Mobile                          |
| 12-я | 2009 | LittleBigPlanet                         | Dead Space                                        | Mirror’s Edge                                  | LittleBigPlanet                       | Super Smash Bros. Brawl             | Burnout Paradise              | Fallout 3                                      | NHL 09                                      | Command & Conquer: Red Alert 3                  | Spore Origins                         |
| 13-я | 2010 | Uncharted 2: Among Thieves              | Call of Duty: Modern Warfare 2                    | Uncharted 2: Among Thieves                     | The Beatles: Rock Band                | Street Fighter IV                   | Forza Motorsport 3            | Dragon Age: Origins                            | FIFA 10                                     | Brütal Legend                                   | Не вручалась                          |
| 14-я | 2011 | Mass Effect 2                           | Red Dead Redemption                               | Limbo                                          | Dance Central                         | Super Street Fighter IV             | Need for Speed: Hot Pursuit   | Mass Effect 2                                  | FIFA 11                                     | StarCraft II: Wings of Liberty                  | Не вручалась                          |
| 15-я | 2012 | The Elder Scrolls V: Skyrim             | Call of Duty: Modern Warfare 3                    | Batman: Arkham City                            | LittleBigPlanet 2                     | Mortal Kombat                       | Forza Motorsport 4            | The Elder Scrolls V: Skyrim                    | FIFA 12                                     | Orcs Must Die!                                  | Infinity Blade 2                      |
| 16-я | 2013 | Journey                                 | Borderlands 2                                     | The Walking Dead: The Game                     | Skylanders: Giants                    | PlayStation All-Stars Battle Royale | Need for Speed: Most Wanted   | Mass Effect 3                                  | FIFA 13                                     | XCOM: Enemy Unknown                             | Hero Academy                          |
| 17-я | 2014 | The Last of Us                          | BioShock Infinite                                 | The Last of Us                                 | Super Mario 3D World                  | Injustice: Gods Among Us            | Forza Motorsport 5            | Diablo III                                     | FIFA 14                                     | XCOM: Enemy Within                              | Plants vs. Zombies 2: It’s About Time |
| 18-я | 2015 | Dragon Age: Inquisition                 | Destiny                                           | Middle-earth: Shadow of Mordor                 | LittleBigPlanet 3                     | Super Smash Bros. for Wii U         | Mario Kart 8                  | Dragon Age: Inquisition                        | FIFA 15                                     | Hearthstone                                     | Hearthstone                           |
| 19-я | 2016 | Fallout 4                               | Star Wars: Battlefront                            | Metal Gear Solid V: The Phantom Pain           | Super Mario Maker                     | Mortal Kombat X                     | Forza Motorsport 6            | Fallout 4                                      | Rocket League                               | Heroes of the Storm                             | Fallout Shelter                       |
| 20-я | 2017 | Overwatch                               | Overwatch                                         | Uncharted 4: A Thief’s End                     | Ratchet & Clank                       | Street Fighter V                    | Forza Horizon 3               | Dark Souls III                                 | Steep                                       | Sid Meier’s Civilization VI                     | Pokémon Go                            |
| 21-я | 2018 | The Legend of Zelda: Breath of the Wild | PlayerUnknown’s Battlegrounds                     | The Legend of Zelda: Breath of the Wild        | Snipperclips                          | Injustice 2                         | Mario Kart 8 Deluxe           | NieR: Automata                                 | FIFA 18                                     | Mario + Rabbids Kingdom Battle                  | Fire Emblem Heroes                    |
| 22-я | 2019 | God of War                              | Celeste                                           | God of War                                     | Unravel 2                             | Super Smash Bros. Ultimate          | Forza Horizon 4               | Monster Hunter: World                          | Mario Tennis Aces                           | Into the Breach                                 | Не вручалась                          |
| 23-я | 2020 | Untitled Goose Game                     | Control                                           | Star Wars Jedi: Fallen Order                   | Super Mario Maker 2                   | Mortal Kombat 11                    | Mario Kart Tour               | The Outer Worlds                               | FIFA 20                                     | Fire Emblem: Three Houses                       | Не вручалась                          |
| 24-я | 2021 | Hades                                   | Hades                                             | Ghost of Tsushima                              | Animal Crossing: New Horizons         | Mortal Kombat 11 Ultimate           | Mario Kart Live: Home Circuit | Final Fantasy VII Remake                       | Tony Hawk’s Pro Skater 1+2                  | Microsoft Flight Simulator                      | Legends of Runeterra                  |
| 25-я | 2022 | It Takes Two                            | Halo Infinite                                     | Marvel’s Guardians of the Galaxy               | Ratchet & Clank: Rift Apart           | Guilty Gear Strive                  | Forza Horizon 5               | Final Fantasy XIV: Endwalker                   | Mario Golf: Super Rush                      | Age of Empires IV                               | Pokémon Unite                         |
| 26-я | 2023 | Elden Ring                              | Vampire Survivors                                 | God of War: Ragnarök                           | Mario + Rabbids Sparks of Hope        | MultiVersus                         | Gran Turismo 7                | Elden Ring                                     | OlliOlli World                              | Dwarf Fortress                                  | Marvel Snap                           |
| 27-я | 2024 | Baldur’s Gate 3                         | Marvel’s Spider-Man 2                             | The Legend of Zelda: Tears of the Kingdom      | Super Mario Bros. Wonder              | Street Fighter 6                    | Forza Motorsport              | Baldur’s Gate 3                                | MLB The Show 23                             | Dune: Spice Wars                                | What the Car?                         |

## Категории

### Действующие
- Игра года (1999—н.в.)[33]
- Выдающееся достижение в области анимации (2000—н.в.)[33]
- Выдающееся достижение в звуковом дизайне (2020—н.в.)[33]
- Выдающееся достижение в геймдизайне (2000—2010, 2015—н.в.)[33]
- Выдающееся достижение в оригинальном саундтреке (2000—н.в.)[33]
- Выдающееся достижение в создании персонажей (2015—н.в.)[33]
- Выдающееся достижение в повествовании (2008, 2011—н.в.)[33]
- Выдающееся достижение в игровой режиссуре (2009—н.в.)[33]
- Выдающееся достижение в художественном оформлении (2000—н.в.)[33]
- Выдающееся достижение среди инди-игр (2019—н.в.)[33]
- Выдающееся достижение в области технологий (2015—н.в.)[33]
- Гоночная игра года (2005—н.в.)[33]
- Семейная игра года (2005—н.в.)[33]
- Приключенческая игра года (2008—н.в.)[33]
- Ролевая игра года (2006—2009, 2018—н.в.)[33]
- Спортивная игра года (2005—н.в.)[33]
- Стратегия/симулятор года (2008—н.в.)[33]
- Файтинг года (2005—2007, 2009—н.в.)[33]
- Экшен года (2008—н.в.)[33]
- VR-игра года (2017—н.в.)[33]
- Техническое достижение в сфере VR (2017—н.в.)[33]
- Мобильная игра года (2007, 2012—2018, 2021—н.в.)[33]
- Онлайн-игра года (1998, 2000, 2014, 2019—н.в)[33]

### Упразднённые
- Интерактивная игра года (1998)
- Выдающееся достижение в звуковом и музыкальном оформлении (1998—1999)
- Выдающееся достижение в интерактивном дизайне (1998—1999)
- Выдающееся достижение в разработке геймплея/ПО (1998—1999)
- Выдающееся достижение в творчестве/графике (1998—1999)
- Консольная приключенческая игра года (1998—1999)
- Приключенческая игра года на ПК (1998—1999)
- Консольная игра года для детей/всей семьи (1998, 2000)
- Информационно-новостной сайт года (1998—2000)
- Развлекательный сайт года (1998—2000)
- Консольная экшен-игра года (1998—2000)
- Творческая игра года на ПК (1998—2000)
- Экшен-игра года на ПК (1998—2000)
- Образовательная игра года на ПК (1998, 2000, 2002)
- Консольная спортивная игра/спортивный симулятор года (1998—2003)
- Консольная гоночная игра года (1998—2004)
- Консольный файтинг года (1998—2004)
- Симулятор года на ПК (1998—2004)
- Спортивная игра года на ПК (1998—2004)
- Стратегия года на ПК (1998—2004)
- Консольная ролевая игра года (1998—1999, 2001—2005)
- Ролевая игра года на ПК (1998—1999, 2001—2005)
- Консольная игра года (1998—2009)
- Игра года на ПК (1998—2009)
- Образовательная игра года на ПК — 0—8 лет (1999)
- Образовательная игра года на ПК — 9—16 лет (1999)
- Ролевая онлайн-игра года (1999)
- Семейная/настольная онлайн-игра года (1999)
- Онлайн-экшн-игра/стратегия года (1999)
- Развлечение года для детей на ПК (1999—2000, 2005)
- Игра года для всей семьи на ПК (1999, 2001—2002, 2004)
- Выдающееся достижение в развитии сюжета и персонажей (1999—2007)
- Консольная ролевая/приключенческая игра года (2000)
- Ролевая/приключенческая игра года на ПК (2000)
- Выдающееся достижение в визуальной разработке (2000—2014)
- Выдающееся достижение в разработке геймплея (2000—2014)
- Выдающееся достижение в саунд-дизайне (2000—2019)
- Выдающееся инновацие в консольных играх (2001—2005)
- Выдающееся инновацие в играх на ПК (2001—2005)
- Консольная игра года для всей семьи (2001—2005)
- Консольная экшн-/приключенческая игра года (2001—2005)
- Экшен-/приключенческая игра года на ПК (2001—2005)
- Многопользовательская игра года/игра года с открытым миром (2001—2005)
- Выдающееся достижение в онлайн-геймплее (2001—2003, 2005—2013, 2015—2018)
- Портативная игра года (2002—2020)
- Консольная платформенная экшн-/приключенческая игра года (2003)
- Консольный экшн года от первого лица (2003—2005)
- Экшен года от первого лица на ПК (2003—2005)
- Загружаемая игра года на ПК (2004)
- Консольный спортивный симулятор года (2004)
- Консольная игра года для детей (2004—2005)
- Консольная спортивная экшн-игра (2004—2005)
- Платформенная экшн-/приключенческая игра года (2004—2005)
- Выдающееся выступление мужского персонажа (2004—2007)
- Выдающееся выступление женского персонажа (2004—2007)
- Выдающееся достижение в создании саундтрека (2004—2011)
- Беспроводная игра года (2005)
- Спортивный симулятор года (2005)
- Симулятор года (2005—2007)
- Стратегия года (2005—2007)
- Экшен-игра года от первого лица (2005—2007)
- Загружаемая игра года (2005—2008, 2012—2014)
- Детская игра года (2006—2007)
- Экшен-/приключенческая игра года (2006—2007)
- Сотовая игра года (2006, 2008—2009)
- Выдающееся инновацие в игровой индустрии (2006—2015)
- Выдающееся выступление персонажа (2008—2012, 2014)
- Выдающееся достижение в развитии адаптированного сюжета (2009—2010)
- Выдающееся достижение в развитии оригинального сюжета (2009—2010)
- Казуальная игра года (2009—2014)
- Выдающееся достижение в дизайне портативной игры (2010)
- Игра года в социальных сетях (2010—2012)
- Ролевая/многопользовательская игра года (2010—2017)
- Выдающееся достижение в установлении соединения (2012—2013)
- Веб-игра года (2013)
- Выдающееся достижение в развитии мужского/женского персонажа (2013)
- D.I.C.E. Sprite (2015—2018)

### Специальные

#### Зал славы
Академия интерактивных искусств и наук ежегодно включает в Зал славы разработчиков игр, совершивших революционные и инновационные достижения в игровой индустрии.
- 1998 — Сигэру Миямото, продюсер и геймдизайнер Nintendo.
- 1999 — Сид Мейер, основатель Firaxis Games и MicroProse.
- 2000 — Хиронобу Сакагути, сотрудник Square, основатель Mistwalker.
- 2001 — Джон Кармак, основатель Id Software.
- 2002 — Уилл Райт, основатель Maxis.
- 2003 — Ю Судзуки, глава Sega AM2.
- 2004 — Питер Молиньё, основатель Lionhead Studios и Bullfrog Productions.
- 2005 — Трип Хокинс, основатель Electronic Arts, The 3DO Company и Digital Chocolate.
- 2006 — Ричард Гэрриот, основатель Origin Systems.
- 2007 — Дани Бантен (1949—1998), основательница Ozark Softscape.
- 2008 — Майкл Морхейм, президент и сооснователь Blizzard Entertainment.
- 2009 — Брюс Шелли, сотрудник Ensemble Studios.
- 2010 — Марк Серни, основатель Cerny Studios.
- 2011 — Рей Музика и Грег Зещук, сооснователи BioWare.
- 2012 — Тим Суини, основатель и глава Epic Games.
- 2013 — Гейб Ньюэлл, сооснователь и глава Valve.
- 2014 — Сэм Хаузер, Дэн Хаузер и Лесли Бензис, сооснователи Rockstar Games.
- 2016 — Хидэо Кодзима, сотрудник Konami, основатель Kojima Productions.
- 2017 — Тодд Ховард, директор и исполнительный продюсер Bethesda Game Studios.
- 2019 — Бонни Росс, глава 343 Industries.
- 2020 — Конни Бут, вице-президент производственного развития в Sony Interactive Entertainment.
- 2022 — Эд Бун, креативный директор NetherRealm Studios.
- 2023 — Тим Шейфер, сооснователь Double Fine Productions.
- 2024 — Кодзи Кондо, композитор и саунд-дизайнер Nintendo.

#### Lifetime Achievement Award
Награда вручается «личностям, чьи достижения за долгую карьеру в отрасли охватывают широкий спектр дисциплин».
- 2007 — Минору Аракава и Говард Линкольн, бывшие президенты Nintendo of America.
- 2008 — Кэн Кутараги, бывший владелец и директор Sony Computer Entertainment, признанный «отцом PlayStation».
- 2010 — Даг Лёвенштейн, основатель и президент Interactive Digital Software Association, ставшей Entertainment Software Association.
- 2011 — Бинг Гордон, бывший глава креативного отдела Electronic Arts.
- 2016 — Сатору Ивата, бывший президент Nintendo.
- 2017 — Гэнъё Такэда, бывший генеральный менеджер Nintendo Integrated Research & Development.
- 2022 — Фил Спенсер, генеральный директор Microsoft Gaming.
- 2025 — Дон Джеймс, бывший исполнительный вице-президент Nintendo of America, внёс значительный вклад в создание ESRB, Interactive Digital Software Association, ныне известной как Entertainment Software Association, и её фирменной выставки E3.

#### Pioneer Award
Pioneer Award вручается «личностям, чья охватывающая всю карьеру работа помогла определить и сформировать индустрию интерактивных развлечений».
- 2010 — Дэвид Крейн, основатель Activision.
- 2011 — Билл Бадж, разработчик Raster Blaster и Pinball Construction Set.
- 2012 — Эд Логг, разработчик многих аркадных игр (Asteroids, Centipede, Gauntlet).
- 2013 — Дэйв Леблинг и Марк Блан, сооснователи Infocom.
- 2014 — Юджин Джарвис, разработчик аркадных игр Defender и Robotron: 2084.
- 2015 — Алан Элкорн, разработчик Pong и нескольких домашних консолей Atari.
- 2015 — Ральф Баер, создатель первой домашней игровой консоли Magnavox Odyssey.

#### Награда за технический вклад
Награда за технический вклад отмечает «уникальные инновации, способствующие непрерывному прогрессу интерактивных медиа».
- 2015 — Apple App Store
- 2016 — Visual Basic